# Magnis (Kenchester)

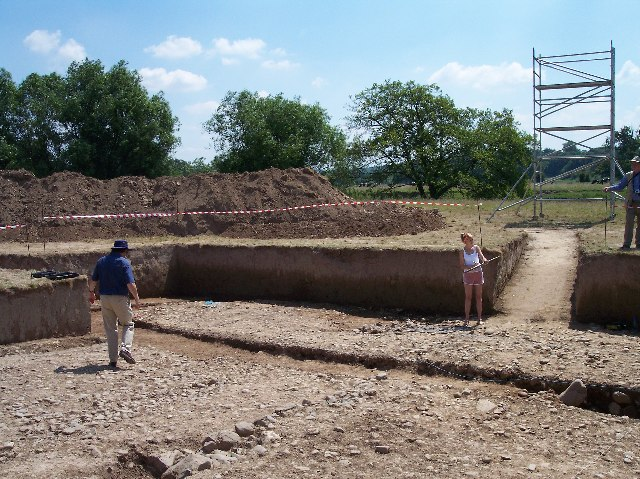
Grabung bei einer Römerstraße nahe Kenchester (2005)

Magnis war eine kleine römische Stadt in der Provinz Britannien (südlich von Kenchester, Herefordshire). Sie war etwa 9 Hektar groß und lag im Gebiet der Civitas der Dobunni. Der Name der Stadt erscheint im Itinerarium Antonini und beim Geograph von Ravenna.
Der Ort scheint ein wohlhabender Marktflecken gewesen zu sein. Er hatte zahlreiche Läden. Es fanden sich Wohnbauten mit Mosaiken und ein Gallo-römischer Umgangstempel lag ca. 400 m vom Stadtkern entfernt. Die hier verehrte Gottheit ist unbekannt, doch fand sich bei Michaelchurch ein Altar mit einer angeblichen Widmung an eine sonst unbekannte Gottheit Tridamus (auch Lesefehler möglich). Dieser Altar stammt wahrscheinlich einst aus Magnis. Es gab mindestens ein Badehaus. Es fanden sich im 19. Jahrhundert fünf dorische Kapitelle, die weiter unterstreichen, dass es hier zumindest einige bedeutende Bauwerke gab.
Die Stadt war von einer Mauer umgeben. Von Westen nach Osten führte eine Hauptstraße durch den Ort, von der unregelmäßig Straßen abzweigten. Bei der Stadt fand sich ein Meilenstein, der vielleicht die Dobunni nennt und der unter den Kaiser Numerian (283 bis 284 n. Chr.) datiert ist. Dies mag andeuten, dass die Stadt im dritten Jahrhundert Hauptort einer Civitas wurde, da sich Meilensteine meist auf solche Hauptorte beziehen. Eine andere Option ist, dass Magnis das Zentrum eines pagus war. Weiterhin scheint die Stadt in dieser Zeit ausgebaut worden zu sein, was wiederum auf eine wachsende Bedeutung schließen lässt. In der Mitte des vierten Jahrhunderts wurden das Westtor der Stadtmauer verstärkt, weitere Bauarbeiten an diesem Tor datieren an das Ende des vierten Jahrhunderts. Aus dem Tor mit zwei Eingängen, wurde ein solches mit einem geschaffen. Auch die Straße wurde dementsprechend verkleinert. Das Schicksal der Stadt in der folgenden Zeit ist unbekannt, doch gibt es keine mittelalterliche Nachfolgesiedlung.